# Лібенталь (Канзас)
Лібенталь (англ. Liebenthal) — місто (англ. city) в США, в окрузі Раш штату Канзас. Населення — 92 особи (2020).

## Географія
Лібенталь розташований за координатами 38°39′16″ пн. ш. 99°19′13″ зх. д. / 38.65444° пн. ш. 99.32028° зх. д. (38.654473, -99.320148).  За даними Бюро перепису населення США в 2010 році місто мало площу 0,32 км², уся площа — суходіл.

## Демографія
Згідно з переписом 2010 року, у місті мешкали 103 особи в 47 домогосподарствах у складі 31 родини. Густота населення становила 319 осіб/км².  Було 60 помешкань (186/км²).
Расовий склад населення:
| - 98,1 % — білих |

До двох чи більше рас належало 1,9 %. Частка іспаномовних становила 0,0 % від усіх жителів.
За віковим діапазоном населення розподілялося таким чином: 15,5 % — особи молодші 18 років, 67,0 % — особи у віці 18—64 років, 17,5 % — особи у віці 65 років та старші. Медіана віку мешканця становила 47,1 року. На 100 осіб жіночої статі у місті припадало 106,0 чоловіків;  на 100 жінок у віці від 18 років та старших — 102,3 чоловіків також старших 18 років.
Середній дохід на одне домашнє господарство  становив 41 611 долар США (медіана — 35 500), а середній дохід на одну сім'ю — 50 400 доларів (медіана — 47 813). За межею бідності перебувало 9,4 % осіб, у тому числі 0,0 % дітей у віці до 18 років та 20,0 % осіб у віці 65 років та старших.
Цивільне працевлаштоване населення становило 65 осіб. Основні галузі зайнятості: освіта, охорона здоров'я та соціальна допомога — 24,6 %, сільське господарство, лісництво, риболовля — 21,5 %, роздрібна торгівля — 6,2 %, інформація — 6,2 %.